# محمية جزر النخيل
محمية جزر النخيل من المحميات الطبيعية في لبنان ومن أهم جزر لبنان، تقع قبالة شاطئ طرابلس في شمال لبنان. تعتبر من أهم المناطق المحمية في شرق البحر المتوسط وتبلغ مساحتها 20 هكتار.
كانت جزيرة النخل تدعى في الماضي جزيرة الأرانب لكثرة الأرانب بها.
تضم هذه المحمية ثلات جزر قبالة مدينة طرابلس هي: النخل وسنن ورامكين.
وقد تم تخصيصها كمنطقة محمية خاصة في حوض البحر الأبيض المتوسط بموجب اتفاقية برشلونة، ومنطقة طيور هامة بموجب اتفاقية حماية حياة الطيور، وكذلك منطقة أراضي رطبة (مشبعة بالماء والينابيع والمستنقعات) ذات أهمية دولية خاصة.